# Red Bull RB13
Der Red Bull RB13 ist der Formel-1-Rennwagen von Red Bull Racing für die Formel-1-Weltmeisterschaft 2017. Er ist der 13. Formel-1-Wagen von Red Bull, präsentiert wurde er am 26. Februar 2017.

## Technik und Entwicklung
Wie alle Formel-1-Fahrzeuge des Jahres 2017 ist der RB13 ein hinterradangetriebener Monoposto mit einem Monocoque aus kohlenstofffaserverstärktem Kunststoff (CFK). Neben dem Monocoque bestehen viele weitere Teile des Fahrzeugs, darunter die Karosserieteile und das Lenkrad aus CFK. Auch die Bremsscheiben sind aus einem hitzebeständigen kohlenstofffaserverstärktem Verbundmaterial.
Der RB13 ist das Nachfolgemodell des Red Bull RB12. Da sich das technische Reglement zur Saison 2017 stark änderte, wurde das Fahrzeug größtenteils neu entwickelt. Um hierfür Ressourcen zur Verfügung zu haben, wurde die Weiterentwicklung des Vorgängermodells frühzeitig eingestellt.
Mit einer Gesamtbreite von 2000 mm und einer Breite zwischen Vorder- und Hinterachse von 1600 mm ist das Fahrzeug jeweils 200 mm breiter als das Vorgängermodell. Die Höhe ist mit 950 mm unverändert. Komplett neu sind neben dem Frontflügel, der statt 1650 mm nun 1800 mm breit ist, und dem Heckflügel, dessen Breite sich von 750 mm auf 950 mm und dessen Höhe sich von 950 mm auf 800 mm ändert, auch der Diffusor, der nun eine Gesamthöhe von 175 mm statt 125 mm sowie eine um 50 mm erhöhte Breite von 1050 mm hat. Um die Luftführung zum Heckflügel zu verbessern, verfügt der Wagen über eine auffällige Finne an der Motorabdeckung.
Angetrieben wird der RB13 vom Renault R.E.17, einem in Fahrzeugmitte montierten 1,6-Liter-V6-Motor von Renault mit einem Turbolader sowie einem 120 kW starken Elektromotor, es ist also ein Hybridelektrokraftfahrzeug. Aus Marketing-Gründen wird der Motor jedoch TAG Heuer genannt. Das sequentielle Getriebe des Wagens kommt von Red Bull Racing und hat acht Gänge. Der Gangwechsel wird über Schaltwippen am Lenkrad ausgelöst. Das Fahrzeug hat nur zwei Pedale, ein Gaspedal (rechts) und ein Bremspedal (links). Genau wie viele andere Funktionen wird die Kupplung, die nur beim Anfahren aus dem Stand verwendet wird, über einen Hebel am Lenkrad bedient.
Anders als das Vorgängermodell, ist der RB13 mit 305 mm breiten Vorderreifen und mit 405 mm breiten Hinterreifen des Einheitslieferanten Pirelli ausgestattet, die auf 13-Zoll-Rädern montiert sind. Damit sind die Reifen an der Vorderachse 60 mm und an der Hinterachse 80 mm breiter als in der Vorsaison. Dies erforderte auch die Entwicklung von neuen Radaufhängungen beim RB13. Der Wagen hatte ein besonders ausgeklügeltes System, bei dem die Aufhängungssysteme an Vorder- und Hinterachse hydraulisch miteinander gekoppelt waren, so dass sich unter anderem das Fahrzeug auf den Geraden absenkte, um den Luftwiderstand zu verringern. Nachdem die FIA klargestellt hatte, dass die Radaufhängungen, Feder- und Dämpfungssysteme keine über ihre eigentliche Wirkungsweise hinausgehenden aerodynamischen Funktionen erfüllen dürfen, wurde dieses System vor Saisonbeginn stillgelegt.
Der RB13 hat, wie alle Formel-1-Fahrzeuge seit 2011, ein Drag Reduction System (DRS), das durch Flachstellen eines Teils des Heckflügels den Luftwiderstand des Fahrzeugs auf den Geraden verringert, wenn es eingesetzt werden darf. Auch das DRS wird mit einem Schalter am Lenkrad des Wagens aktiviert.
Beim Großen Preis von Spanien setzte Red Bull erstmals diverse weiterentwickelte Teile am RB13 ein, darunter überarbeitete Seitenkästen, einen verbesserten Unterboden sowie neue Luftleitbleche.

## Lackierung und Sponsoring
Der RB13 ist überwiegend in Dunkelblau und Gelb lackiert.
Es werben Aston Martin, AT&T, Citrix, ExxonMobil (mit den Marken Esso und Mobil 1), Hisense, Pirelli, Rauch, Red Bull und TAG Heuer auf dem Fahrzeug.

## Fahrer
Red Bull trat in der Saison 2017 wieder mit den Fahrern Daniel Ricciardo und Max Verstappen an.

## Ergebnisse
| Fahrer                          | Nr.                             | 1   | 2 | 3   | 4   | 5   | 6 | 7   | 8   | 9   | 10 | 11  | 12  | 13 | 14  | 15 | 16 | 17  | 18  | 19 | 20  | Punkte | Rang |
| ------------------------------- | ------------------------------- | --- | - | --- | --- | --- | - | --- | --- | --- | -- | --- | --- | -- | --- | -- | -- | --- | --- | -- | --- | ------ | ---- |
| Formel-1-Weltmeisterschaft 2017 | Formel-1-Weltmeisterschaft 2017 |     |   |     |     |     |   |     |     |     |    |     |     |    |     |    |    |     |     |    |     | 368    | 3.   |
| D. Ricciardo                    | 03                              | DNF | 4 | 5   | DNF | 3   | 3 | 3   | 1   | 3   | 5  | DNF | 3   | 4  | 2   | 3  | 3  | DNF | DNF | 6  | DNF | 368    | 3.   |
| M. Verstappen                   | 33                              | 5   | 3 | DNF | 5   | DNF | 5 | DNF | DNF | DNF | 4  | 5   | DNF | 10 | DNF | 1  | 2  | 4   | 1   | 5  | 5   | 368    | 3.   |

| Legende  | Legende            | Legende                                                          |
| Farbe    | Abkürzung          | Bedeutung                                                        |
| -------- | ------------------ | ---------------------------------------------------------------- |
| Gold     | –                  | Sieg                                                             |
| Silber   | –                  | 2. Platz                                                         |
| Bronze   | –                  | 3. Platz                                                         |
| Grün     | –                  | Platzierung in den Punkten                                       |
| Blau     | –                  | Klassifiziert außerhalb der Punkteränge                          |
| Violett  | DNF                | Rennen nicht beendet (did not finish)                            |
| Violett  | NC                 | nicht klassifiziert (not classified)                             |
| Rot      | DNQ                | nicht qualifiziert (did not qualify)                             |
| Rot      | DNPQ               | in Vorqualifikation gescheitert (did not pre-qualify)            |
| Schwarz  | DSQ                | disqualifiziert (disqualified)                                   |
| Weiß     | DNS                | nicht am Start (did not start)                                   |
| Weiß     | WD                 | zurückgezogen (withdrawn)                                        |
| Hellblau | PO                 | nur am Training teilgenommen (practiced only)                    |
| Hellblau | TD                 | Freitags-Testfahrer (test driver)                                |
| ohne     | DNP                | nicht am Training teilgenommen (did not practice)                |
| ohne     | INJ                | verletzt oder krank (injured)                                    |
| ohne     | EX                 | ausgeschlossen (excluded)                                        |
| ohne     | DNA                | nicht erschienen (did not arrive)                                |
| ohne     | C                  | Rennen abgesagt (cancelled)                                      |
| ohne     | keine WM-Teilnahme |                                                                  |
| sonstige | P/fett             | Pole-Position                                                    |
| sonstige | 1/2/3/4/5/6/7/8    | Punktplatzierung im Sprint-/Qualifikationsrennen                 |
| sonstige | SR/kursiv          | Schnellste Rennrunde                                             |
| sonstige | *                  | nicht im Ziel, aufgrund der zurückgelegten Distanz aber gewertet |
| sonstige | ()                 | Streichresultate                                                 |
| sonstige | unterstrichen      | Führender in der Gesamtwertung                                   |